# خوسيه هنريكي
خوسيه هنريكي (بالبرتغالية: José Henrique‏) (18 مايو 1943 في البرتغال - ) هو مدرب كرة قدم ولاعب كرة قدم برتغالي في مركز حراسة المرمى. شارك مع منتخب البرتغال لكرة القدم. أما مع النوادي، فقد لعب مع أتليتيكو كلوب دي برتغال ونادي بنفيكا وناسيونال ماديرا وتورونتو بليزارد ونادي كوفيليا وأمورا ‏ وSeixal F.C. ‏.

## وصلات خارجية
- خوسيه هنريكي على موقع قاعدة بيانات كرة القدم.إي يو (الإنجليزية)
- خوسيه هنريكي على موقع ناشيونال فوتبول تيمز (الإنجليزية)
- خوسيه هنريكي على موقع عالم كرة القدم.نت (الإنجليزية)